# Verkehrsverbund Niederösterreich-Burgenland

Logo des VVNB

Der Verkehrsverbund Niederösterreich-Burgenland (VVNB) war der Verkehrsverbund für jene Regionen von Niederösterreich und Burgenland, die außerhalb des Verkehrsverbund Ost-Region (VOR) liegen.

## Organisation
Der VVNB ist ein Unternehmer-Verbund, das heißt, die Gestaltung der Verkehre liegt vor allem in der Verantwortung der Verkehrsunternehmen (der einzige dieser Form in Österreich). Der Verbund ist somit als Unternehmenskooperation zu sehen, wobei die Unternehmen die Verkehrsplanung untereinander abstimmen und einen gemeinsamen Tarif anwenden (sogenannte Durchtarifierung).
Die Koordination und die Abrechnung zwischen den Gebietskörperschaften und den Verkehrsunternehmen wird von der ABBV GmbH durchgeführt.
Zusätzlich sind die Zeitkarten (Wochen-, Monats- und Jahreskarten) gegenüber den Unternehmenstarifen stark ermäßigt (Abtarifierung). Die dadurch bei den Unternehmen entstehenden Einnahmenverluste werden von den Gebietskörperschaften Niederösterreich, Burgenland und dem Bund getragen.
Die Tarifeinnahmen sowie die Abgeltungsbeträge für die Durch- und Abtarifierung werden im Zuge einer Einnahmenaufteilung unter den am Verbund teilnehmenden Verkehrsunternehmen verteilt. Das Einnahmenrisiko tragen die Unternehmen. Bestellte Verkehre wie die VOR-Buslinien, wo Planung, öffentliche Ausschreibung, Beauftragung des Bestbieters und Tragung des Einnahmenrisikos Aufgaben einer Bestellorganisation (in der Regel die Verbundgesellschaft selbst) darstellen, bilden im VVNB noch die Ausnahme.

## Geschichte

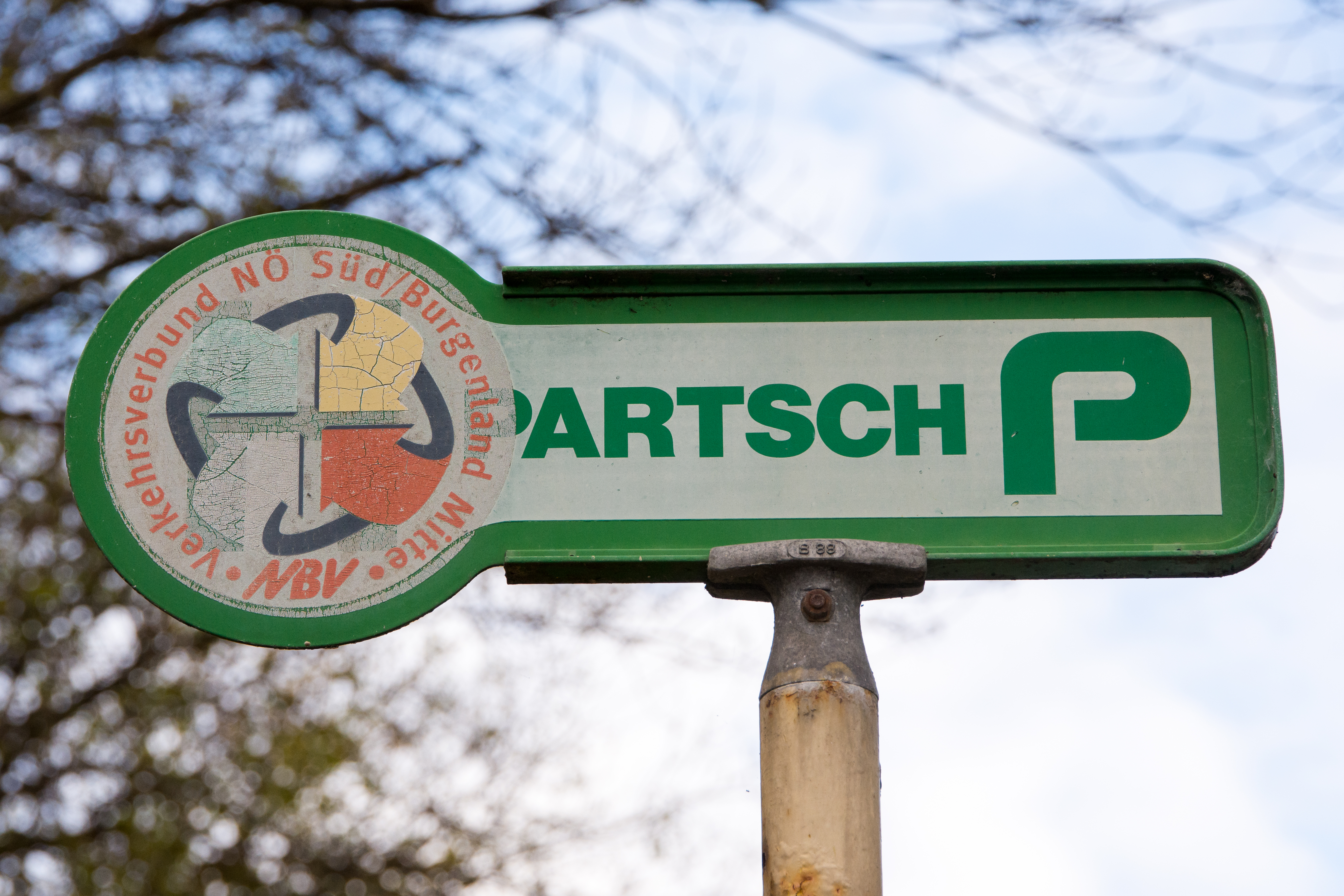
Haltestellenlöffel von Partsch mit dem Logo des Verkehrsverbund Niederösterreich Süd/Burgenland Mitte

Die Firma wurde ursprünglich am 1. Juni 1982 als ABBV Alfred Bach Betriebsberatung Verkehrsplanung gegründet, Oktober 1996 wurde die ABBV GmbH.
Am 1. September 1988 ging als Pilotprojekt der Verkehrsverbund Nördliches Weinviertel NWV in Betrieb. Das Projekt wurde auf Grund des Erfolgs auf das gesamte Gebiet Niederösterreichs und des Burgenlandes ausgedehnt.
Neben dem NWV gab es ab dem 1. Jänner 1991 den Verkehrsverbund Waldviertel WVV, Verkehrsverbund Niederösterreich Zentral/Mostviertel ZMV, und Verkehrsverbund Niederösterreich Süd/Burgenland Mitte NBV, und ab 1. Juni 1996 den Verkehrsverbund Südburgenland SBV.
Mit dem Öffentlichen Personennah- und Regionalverkehrsgesetz 1999 (ÖPNRV-G) wurden die regionalen Verbünde in das System der Landesgesellschaften eingegliedert.

### Verbundreform
Der VVNB soll nach dem Willen der finanzierenden Gebietskörperschaften in den VOR integriert werden. Grund ist vor allem, dass die zwei unterschiedlichen Tarifsysteme, die sich teilweise gegenseitig überlappen, für den Fahrgast speziell an den Grenzen zwischen VVNB zum VOR zu kompliziert sind. Der neue VOR wird daher einen einheitlichen Tarif aufweisen, der nach derzeitigem Informationsstand eine Mischung aus den in VVNB und VOR aktuellen Systemen darstellt (kleinere Zonen als im VOR, kein Kilometertarif mehr). Zudem soll im Busbereich die Bestellsystematik des VOR übernommen werden. Die mehrfach verschobene Umsetzung dieser Verbundreform sollte 2014 erfolgen.
Seit kurzem ist auch das Büro der Firma an den Standort des VOR in Wien übersiedelt.
Am 6. Juli 2016 wurde der VVNB vollumfänglich in den VOR integriert und der VVNB aufgelöst.

## Zonen- und Tarifsystem
Der VVNB ist in relativ kleinräumige Zonen, Tarifgruppen, unterteilt. Diese weisen durchschnittlich einen Durchmesser von ca. 5 km auf. Der VVNB-Tarif ist von der Systematik ein degressiver Kilometertarif. Die Höhe des Tarifs hängt somit nicht, wie im VOR, von der Anzahl der durchfahrenen Zonen ab, sondern von den zwischen Quell- und Zieltarifgruppe zurückgelegten Tarifkilometern. Die Tarifkilometer zwischen zwei Tarifgruppen entsprechen in der Regel der Entfernung der Zonenzentren. In Ausnahmefällen wurden aus preispolitischen Überlegungen Tarifkilometer willkürlich festgelegt. Einige Tarifgruppen gelten als Stadtverkehre, wo zusätzliche Tarifangebote bestehen (z. B. Wiener Neustadt, St. Pölten).

## Verkehrsunternehmen
Folgende Verkehrsunternehmen sind im Verkehrsverbund Niederösterreich/Burgenland:
- Blaguss Reisen GesmbH
- Dr. Richard Linien GmbH & Co KG
- Dr. Richard Niederösterreich Verkehrsbetrieb GmbH & Co KG
- Franz Zuklin & Co
- Friedrich Widhalm GmbH & Co KG
- Jandrisevits Reisen GesmbH
- Josef H. Langthaler
- Josef Wendl
- Kerschner Reisen GmbH
- Knaus-Reisen
- Langthaler Transport GmbH & Co. KG
- M. Partsch Verkehrsbetriebe GesmbH
- Blaguss NÖ (ehem. Mitsch&Mikes)
- NÖVOG
- ÖBB-Personenverkehr AG
- ÖBB-Postbus GmbH
- Petra Wurz-Frank Reisebüro und Autobusunternehmen
- Pichelbauer Reisen GesmbH & Co KG
- Pils Reisen GmbH
- Retter GmbH
- Sagmeister Reisen GesmbH & Co KG
- Schuch Autoreisen - Reisebüro GesmbH
- Stadtgemeinde Ybbs/Donau (Stadtbus Ybbs)
- Südburg Verkehrsbetrieb Ges.m.b.H & Co KG
- Wiener Neustädter Stadtwerke und Kommunal Service GmbH
- Winter Elisabeth Verkehrsbetriebe
- Ziegler Reisen GmbH